# Reach Out
«Reach Out» — перший та єдиний сингл першого альбому-збірника хітів американської поп-співачки Гіларі Дафф — Best of Hilary Duff. В США сингл вийшов 20 жовтня 2008 через лейбл Hollywood Records. Пісня написана Мартіном Гором, Раяном Теддером, Еваном Богартом та Мікою Гіллорі; спродюсована Раяном Теддером. Первинно композиція була записана для запланованого перевидання альбому «Dignity» (2007), вихід якого пізніше був скасований лейблом. У синглі присутній некредитований вокал американського репера R. Prophet.
У пісні використовується уривок із пісні гурту Depeche Mode «Personal Jesus». Дафф виконувала пісню «Reach Out» ще на концертах турне Dignity Tour влітку 2007. Плани на студійний запис оголосилися у вересні 2007.

## Музичне відео
Відеокліп зрежисовано Філіпом Андельманом. Зйомки відеокліпу проходили 13-14 вересня 2008 в Лос-Анджелесі. У відео присутні легкі натяки на БДСМ. Прем'єра музичного відео відбулася 28 жовтня 2008 на MySpace, а 31 листопада було залито на офіційний канал Дафф на відеохостингу YouTube. Сайт About.com прокоментував, що «музичне відео симпатичне, якщо не брати до уваги сторонній реп».
Існує дві версії відеокліпу: обрізана режисером (The Director's Cut) і оригінальна (The Clean Version). На телебаченні транслювали «обрізану режисером» версію, в якій не присутні сцени із натяком на БДСМ. В обрізаній версії переважають сцени Дафф, яка сидить на столі в столовій і сцени біля басейну. У грудні 2008 відеокліп вперше показали на MTV Latin America; в січні 2009 він з'явився на UK Music Video Channels, а в серпні 2009 — на VH1 Middle East.
25 листопада 2008 в Інтернет просочилася версія відеокліпу із додатковими сценами, які не були присутні в офіційній версії.

## Список пісень
CD-сингл, цифрове завантаження
1. «Reach Out» — 4:15
2. «Reach Out» (вокальний клубний мікс Річарда Віссіона) — 6:16

Платинове видання
1. «Reach Out» — 4:15
2. «Reach Out» (Richard Vission Remix) — 6:16
3. «Reach Out» (Joe Bermudez Remix) — 4:15
4. «Reach Out» (Dj Escape & Dom Capello Remix) — 8:19
5. «Reach Out» (live At Gibson Amphiteatre Dignity World Tour 2007) -4:33
6. «Reach Out» (Alone Version)-3:26
7. «Reach Out» (музичне відео)

Денс-ремікси (Міні-альбом)
1. «Reach Out» (Richard Vission Remix Edit) — 3:40
2. «Reach Out» (Joe Bermudez-Chico Radio Edit No Rap) — 4:41
3. «Reach Out» (Joe Bermudez-Chico's Original Demo) — 4:11
4. «Reach Out» (Joe Bermudez-Chico's Underground Club Edit) — 3:42
5. «Reach Out» (DJ Escape & Dom Capello's Radio Edit) — 3:50
6. «Reach Out» (Richard Vission's Vocal Club Mix) — 6:16
7. «Reach Out» (Joe Bermudez-Chico Underground Club Edit) — 3:36
8. «Reach Out» (Joe Bermudez-Chico Underground Club) — 7:52
9. «Reach Out» (DJ Escape & Dom Capello's Main Mix) — 8:19

Клубні ремікси (Міні-альбом)
1. «Reach Out» (Escape/Capello Extended Club) — 8:22
2. «Reach Out» (Escape/Capello Dub) — 6:41
3. «Reach Out» (Escape/Capello Radio) — 3:50
4. «Reach Out» (Richard Vission Extended Vocal) — 6:17
5. «Reach Out» (Richard Vission Dub) — 6:00
6. «Reach Out» (Richard Vission Edit) — 3:39
7. «Reach Out» (Bermudez — Chico Mixshow No Rap) — 4:40
8. «Reach Out» (Bermudez — Chico Underground Club) — 7:52
9. «Reach Out» (Bermudez — Chico Radio Edit No Rap) — 3:36
10. «Reach Out» (Album Version No Rap) — 3:28

## Ремікси і версії
- Альбомна версія
- Версія без репу
- Демо-версія
- Версія з музичного відео
- Joe Bermudez & Chico Radio Edit
- Joe Bermudez & Chico Mixshow
- Joe Bermudez & Chico No Rap Edit
- Joe Bermudez & Chico Underground Club Edit
- Joe Bermudez & Chico Underground Mix
- DJ Escape & Dom Capello Club Mix
- DJ Escape & Dom Capello Dub
- DJ Escape & Dom Capello Radio Edit
- DJ Escape & Dom Capello Instrumental
- Richard Vission Vocal Club
- Richard Vission Radio Edit
- Richard Vission Dub
- Caramel Pod E Remix

## Чарти
Пісня «Reach Out» досягла 41 місця австралійського чарту Australian ARIA Singles Chart. В Японії сингл досяг 72 місця на чарті Japan Hot 100 Singles. 6 грудня 2008 композиція «Reach Out» досягла 1 місця чарту Billboard Hot Dance Club Play, а також 9 місця чарту Billboard Hot Dance Airplay.
У Британії сингл досяг 193 місця чарту UK Singles Chart. В Італії пісня досягла 3 місця чарту FIMI Singles Chart і 9 місця чарту MTV Italy Total Request Live. В кінці січня 2009 сингл досяг в Італії 30 місця чарту Italy Singles Top 50; через декілька днів вона сягнула 13 місця і протрималася на ньому наступні 6 тижні.
У Мексиці сингл сягнув 6 місця, у Бразилії вона досягла 17 місця.
| Чарт (2008-09)                     | Місце |
| ---------------------------------- | ----- |
| Australian ARIA Singles Chart      | 51    |
| Brazilian Hot Dance Club Play      | 17    |
| Top 100 Singles                    | 18    |
| Ecuador Top 100 Singles            | 30    |
| Italian FIMI Singles Chart         | 3     |
| Japan Hot 100 Singles              | 72    |
| Costa Rica (Top 100 Singles)       | 29    |
| Mexico Ingles Airplay (Billboard)  | 6     |
| Top 100 Singles                    | 10    |
| Peru Top 20 Ranking                | 1     |
| Peru Top 100 del 2008              | 74    |
| Peru Top 100 del 2009              | 16    |
| El Salvador Top 100 Singles        | 21    |
| UK Singles Chart                   | 193   |
| U.S. Billboard Hot Dance Club Play | 1     |
| U.S. Billboard Global Dance Tracks | 17    |
| U.S. Billboard Hot Dance Airplay   | 9     |
| Top 100 Singles                    | 3     |

## Історія релізів
| Країна          | Дата           | Формат                 | Лейбл |
| --------------- | -------------- | ---------------------- | ----- |
| Австралія       | 20 жовтня 2008 | Contemporary hit radio | EMI   |
| Франція         | 18 січня 2009  | Цифрове завантаження   | EMI   |
| Фінляндія       | 18 січня 2009  | Цифрове завантаження   | EMI   |
| Ірландія        | 18 січня 2009  | Цифрове завантаження   | EMI   |
| Італія          | 18 січня 2009  | Цифрове завантаження   | EMI   |
| Нідерланди      | 18 січня 2009  | Цифрове завантаження   | EMI   |
| Велика Британія | 18 січня 2009  | Цифрове завантаження   | EMI   |
| Іспанія         | 18 січня 2009  | Цифрове завантаження   | EMI   |